# Ornithocheirus
Ornithocheirus (starogrčki "ornis" i "cheiros" - ptičja ruka) je rod kratkorepih pterosaura.
Prvi fosili otkriveni su 1827. u formaciji Wealden u Sussexu (Engleska). Pretežno su u pitanju bili dijelovi čeljusti, zglobovi i nekoliko odvojenih kralježaka. Ostatak kostura s lubanjom nije pronađen.
Iz hrpe od preko 1000 pronađenih kostiju, na temelju dijelova čeljusti opisano je 36 vrsta. Taj je takson dugo vremena služio kao "odlagalište" kostiju, za koje se sa sigurnošću jedino moglo utvrditi da pripadaju porodici Ornithocheiridae. Među njima je bilo i fosila koji se danas priključuju drugim porodicama, kao što su srodnici Azhdarchidae Lonchodectes i Pteranodontidae Ornithostoma, koji je još uvijek poznat samo na temelju fragmenta čeljusti. Do sada su priznate još dvije vrste, O. mesembrinus i O. simus.

## Osobine
Rodu Ornithocheirus pripadali su srednje veliki do veliki pterosauri, s dugim i uskim zašiljenim lubanjama. Raspon krila iznosio je od 2,5 do 8,5 metara.
Neke su vrste imale koštanu krestu na kljunu. Rubovi čeljusti bili su im paralelni, a sama čeljust je na poprečnom presjeku bila trokutna. Zubi su im bili svi iste vrste, kratki i jaki, raspoređeni od vrha čeljusti pa do njenog kraja. Za razliku od njihovih srodnika, rodova Anhanguera i Coloborhynchus, koji su imali proširenu rozetu zuba pri vrhu čeljusti, vrste roda Ornithocheirus (uključujući i O. simus) imale su prave čeljusti koje su se sužavale prema vrhu. Također, za razliku od ostalih pterosaura, zubi Ornithocheirusa su pretežno bili uspravni, a ne usmjereni prema van. Imali su manje zuba od svojih srodnika. Razmak između zuba bio je veći od njihovog promjera. Njihova gornja površina bila je izbrazdana, a njihov presjek je bio kružan ili ovalan. Ornithocheirus je spadao u najveće pterosaure svog vremena.
Ornithocheirus se vjerojatno hranio ribama jedreći nad morem, slično kao i današnji albatrosi.

## U popularnoj kulturi
Veliki pterosaur identificiran kao Ornithocheirus prikazan je u BBC-jevom televizijskom programu Walking with Dinosaurs. U toj je epizodi predstavljen veliki ornitokajrid iz formacije Santana u Brazilu, Ornithocheirus mesembrinus, koji se sada klasificira u odvojen rod, Tropeognathus.